# Гойколова, Елена Леонидовна
Елена Леонидовна Гойколова (род. 14 ноября 1960 года) — мастер спорта СССР международного класса (скоростное плавание).

## Биография
Тренировалась в алма-атинском бассейне СКА под руководством Б. Г. Поротова и Н. П. Турукало.
Трёхкратная чемпионка мира.
По окончании карьеры в спорте стала тренером в бассейне ЦСКА (Алма-Ата). Заслуженный тренер Казахской ССР по плаванию в ластах. Подполковник. Дайвмастер HSA (2005).